# 小山車両センター
小山車両センター（おやましゃりょうセンター）は、栃木県下野市にある東日本旅客鉄道（JR東日本）首都圏本部の車両基地である。
旧高崎鉄道管理局宇都宮運転所の運用下にあった東北本線中距離電車（現在の宇都宮線）の車庫として、小金井駅の北方に開設され、2004年（平成16年）まで小山電車区と呼ばれていた。当初は宇都宮市郊外（岡本駅付近）に建設する予定であったが周辺住民の反対に遭い、再度石橋 - 雀宮間で計画が練られたもののこちらでも周辺住民の反対に遭い、今度は間々田駅付近と小金井駅付近が候補に挙がり、それぞれの地元が誘致合戦を行った結果、小金井駅付近に開設されることになったという経緯を持つ。
2006年（平成18年）3月17日までは東大宮派出所があったが、3月18日から大宮総合車両センターの管轄に変更され同センター東大宮センターとなった。

## 歴史
- 1965年（昭和40年）5月 - 宇都宮運転所が管轄する電車車庫として着工[3]。
- 1966年（昭和41年）7月11日 - 宇都宮運転所配置の115系を移管し、小山電車区として開設し一部で使用開始[4]。当時は日本国有鉄道高崎鉄道管理局の管轄で、略号は「高ヤマ」。
- 1969年（昭和44年）3月1日 - 東京北鉄道管理局の発足に伴い、同局管轄に変更[4]。略号は「北ヤマ」に変更。
- 1969年（昭和44年）4月 - すべての建設工事が完了、全面使用開始[3]。
- 1987年（昭和62年）4月1日 - 国鉄分割民営化によりJR東日本に移管[4]。東京圏運行本部（→東京地域本社→東京支社）の管轄で、略号は「東ヤマ」に変更。
- 2001年（平成13年）4月1日 - 大宮支社発足により同支社に移管[4]。同時に東大宮派出所が小山電車区の管轄となる[4]。略号は「宮ヤマ」に変更。
- 2004年（平成16年）6月1日 - 小山車両センターに改称[2][4]。
- 2005年（平成17年）3月25日 - ISO9001認証取得。
- 2006年（平成18年）3月18日 - 東大宮操車場構内にある東大宮派出所が大宮総合車両センターの下部組織となり、同センター東大宮センターとなる[4]。同時に小山車両センター管轄から分離[4]。

## 構内
東北本線（宇都宮線）小金井駅 - 自治医大駅間に、広大な敷地を持つ。検修能力500両以上、収容車両数400両と、発足当時は一大車両基地であった。小金井駅から入出区線が伸びており、同駅から入出区を行う。
主な業務は、所属車両の機能保全または仕業検査、車輪転削、故障対応、小金井駅の分割・併合作業等である。
- 敷地面積　77,954.0 m2（2001年当時[3]）
- 構内は宇都宮線上り線側より
  - 電留線（電留1番 - 12番線）　12線（1区と2区に分かれており、車両を縦列留置できる[4]）
  - 洗浄線（洗浄13番 - 15番線）　3線（洗浄作業台設置）
  - 電留線（電留16番・17番線）　2線（洗浄15番線と電留16番線には汚物抜き取り装置を備えている[4]）
  - 交番検査線（交番18番 - 20番線）　3線（交検庫設置、12両編成が収容できる。交番18・20番線で機能保全が実施される[4][注 1]）
  - 転削線（転削21番線・車輪転削盤設置）　1線（有効長の関係で、5両に分割して作業が行われる[4]）
  - 修繕線（修繕22番・23番線）　2線（検修庫設置。天井クレーン、リフティングジャッキを備えており、機器の吊り替えや修理等を行う[3]）

上り入出区線には車両洗浄機を配置している。

## 配置車両に記される略号
「都ヤマ」…首都圏本部を意味する「都」と、小山を意味する「ヤマ」から構成される。
- かつては「宮ヤマ（大宮支社）」「東ヤマ（東京地域本社）」「北ヤマ（東京北鉄道管理局）」「高ヤマ（高崎鉄道管理局）」と表記されていた。

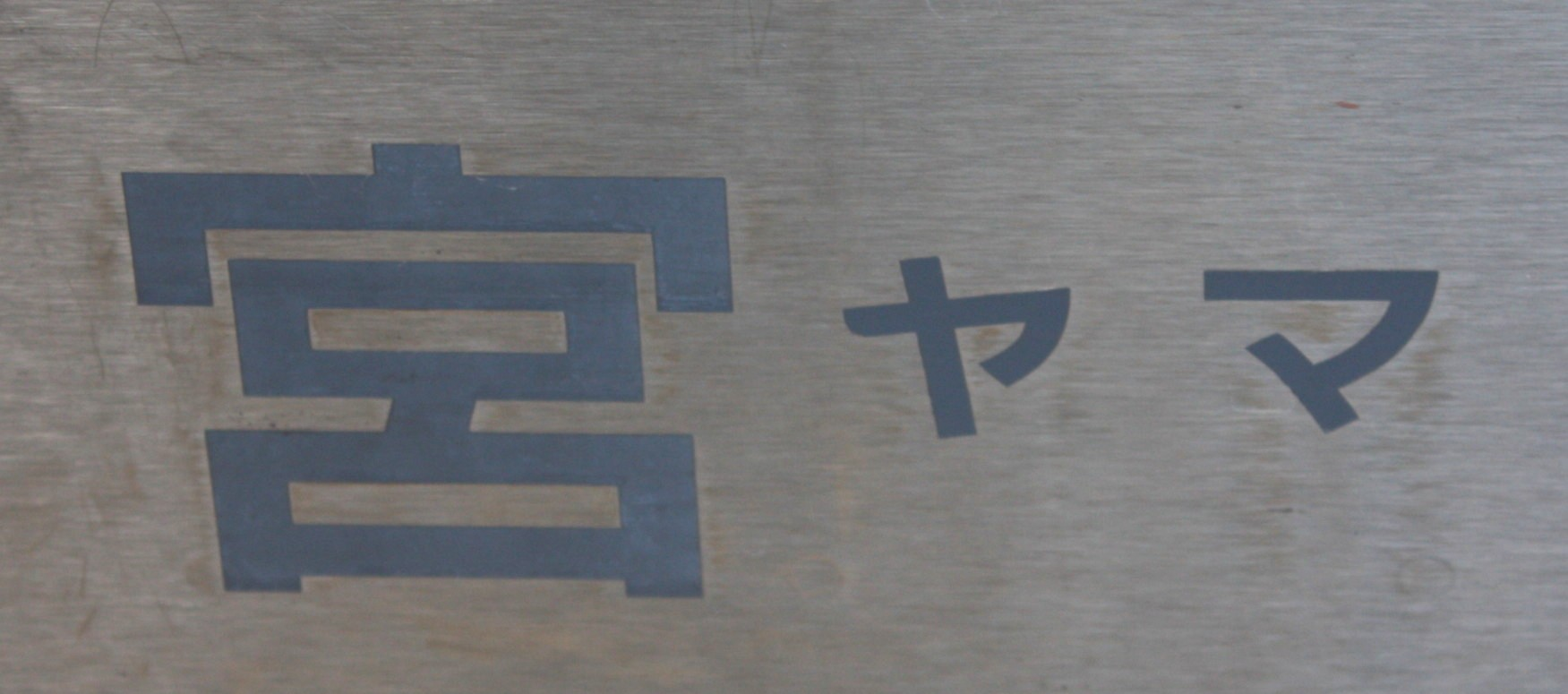
小山車両センター所属略号
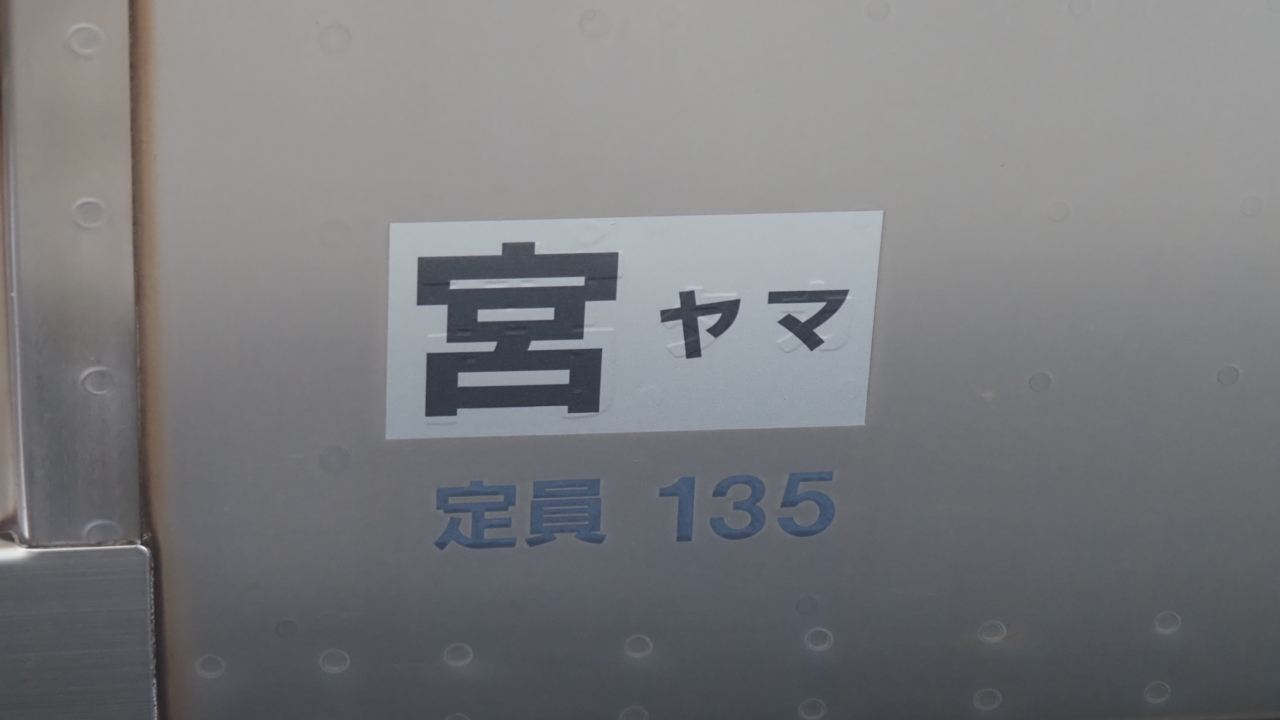
高崎転入車両の所属表記張り替え後

## 配置車両
2024年4月1日現在の配置車両は以下の通り
| 電車  | 気動車 | 機関車 | 客車 | 貨車 | 合計  |
| ----- | ------ | ------ | ---- | ---- | ----- |
| 968両 | 0両    | 0両    | 0両  | 0両  | 968両 |

### 電車
E231系1000番台（665両）
- 基本10両編成49本（U501 - U541およびU-584 - U-591編成・490両）と付属5両編成35本（U2 - U69およびU-105 - U-118編成[注 2]・175両）が配置されている。グリーン車は基本編成に2両連結されている[5]。
- 運用は以下の区間の普通・快速列車で行われている。
  - 宇都宮線（上野 - 宇都宮）
  - 高崎線 - 付属編成の運用は深谷発着列車を除き籠原以南である。
  - 上越線（高崎 - 新前橋間）
  - 両毛線（新前橋 - 前橋間）
  - 湘南新宿ライン
  - 上野東京ライン
  - 東海道線（東京 - JR東海管内沼津駅まで）
  - 伊東線
  - 横須賀線（逗子 - 大船間）
- 湘南新宿ラインの東海道線 - 高崎線系統（小田原 - 高崎間）は2004年10月16日から運用を外れていたが、2015年3月14日ダイヤ改正の国府津車両センター所属車両及びE233系3000番台との併合運用開始、E233系との共通運用化を機に再び運用に入っている。
- 2006年3月 - 7月及び2008年2月には車両不足を理由に、一部編成が国府津車両センターに貸し出された。詳細はE231系の当該項目を参照。
- 2004年以降に落成した車両（U501 - U541編成のグリーン車、U-584編成以降、U-105編成以降）は、2段式の車内LED式旅客案内表示器やドアランプが設置されている。

E233系3000番台（250両）
- 基本10両編成16本（U618 - U633編成・160両）と付属5両編成18本（U218 - U235編成・90両）が配置されている[注 3]。グリーン車は基本編成に2両連結されている[5]。
- 2014年度には、付属編成3編成の新製に加え、基本16編成・付属15編成が高崎車両センターから転入した。
- 2015年3月14日ダイヤ改正以降はE231系と共通運用となっている。E231系と共通運用になったことで、E231系とE233系の併合も行われている。湘南新宿ラインでの運用も開始した。

E131系600番台（45両）
- 600番台3両編成15本（TN1 - TN15編成・45両）が配置されている。
- 日光線・宇都宮線（小山 - 黒磯間）で運用される。
- 日光線と宇都宮線で共通運用されており、宇都宮線ではラッシュ時を中心に2編成つないだ6両編成で運転される。

EV-E301系（8両）
- 蓄電池駆動電車。
- 2両編成4本（V1 - V4編成・8両）が配置されている。
- 宇都宮線（東北本線）の宇都宮 - 宝積寺間と烏山線で運用される。
- 愛称は「ACCUM」。

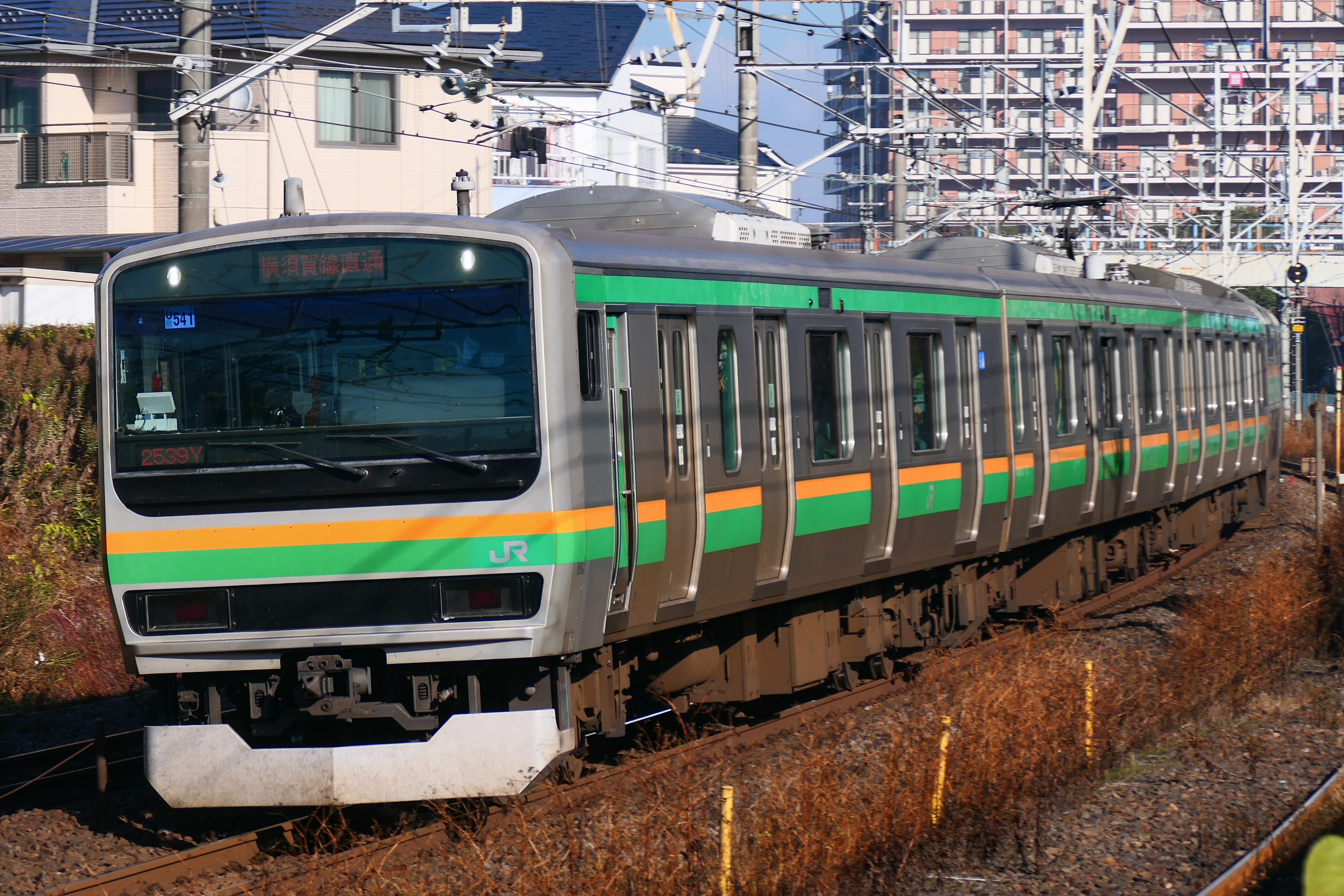
E231系1000番台
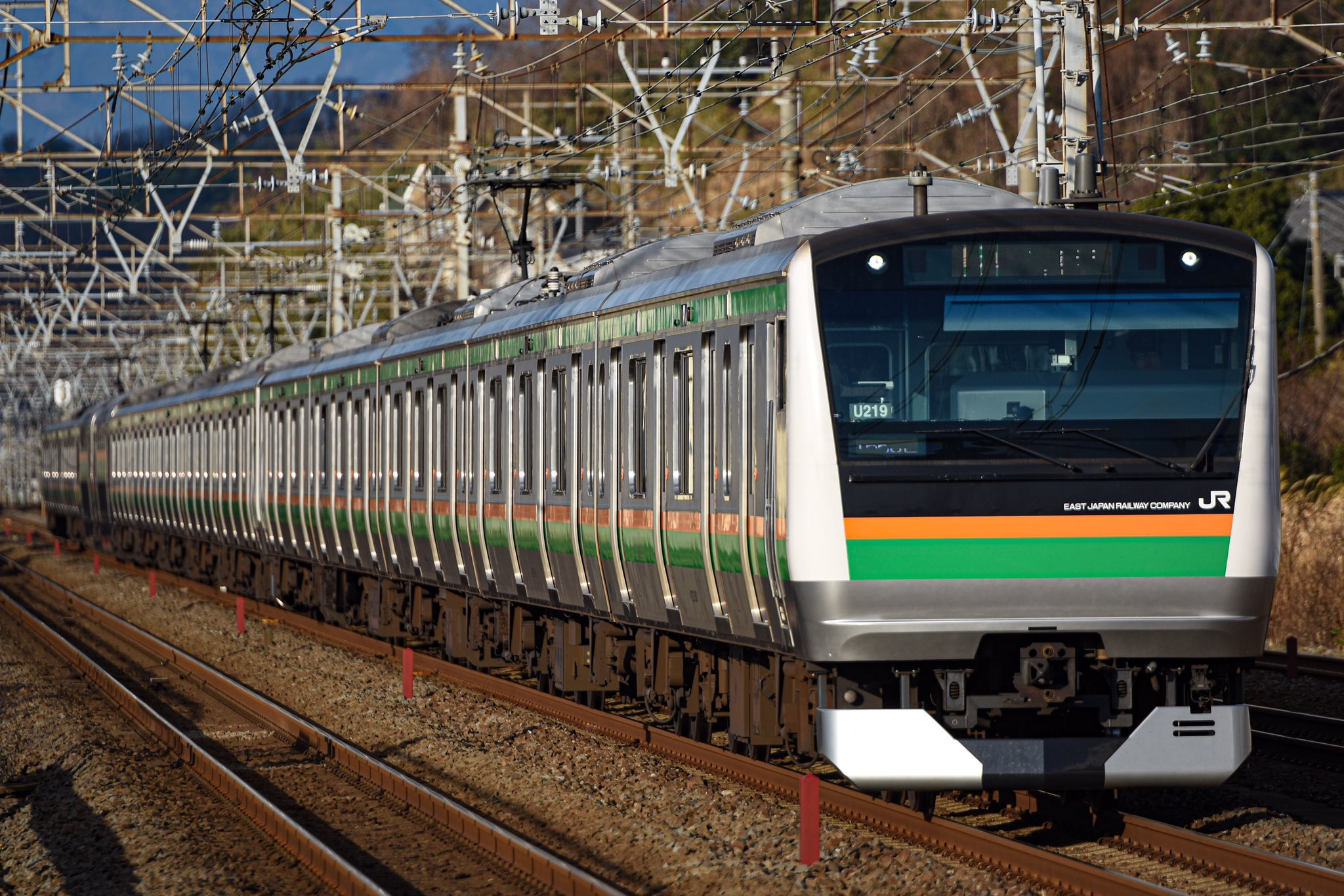
E233系3000番台
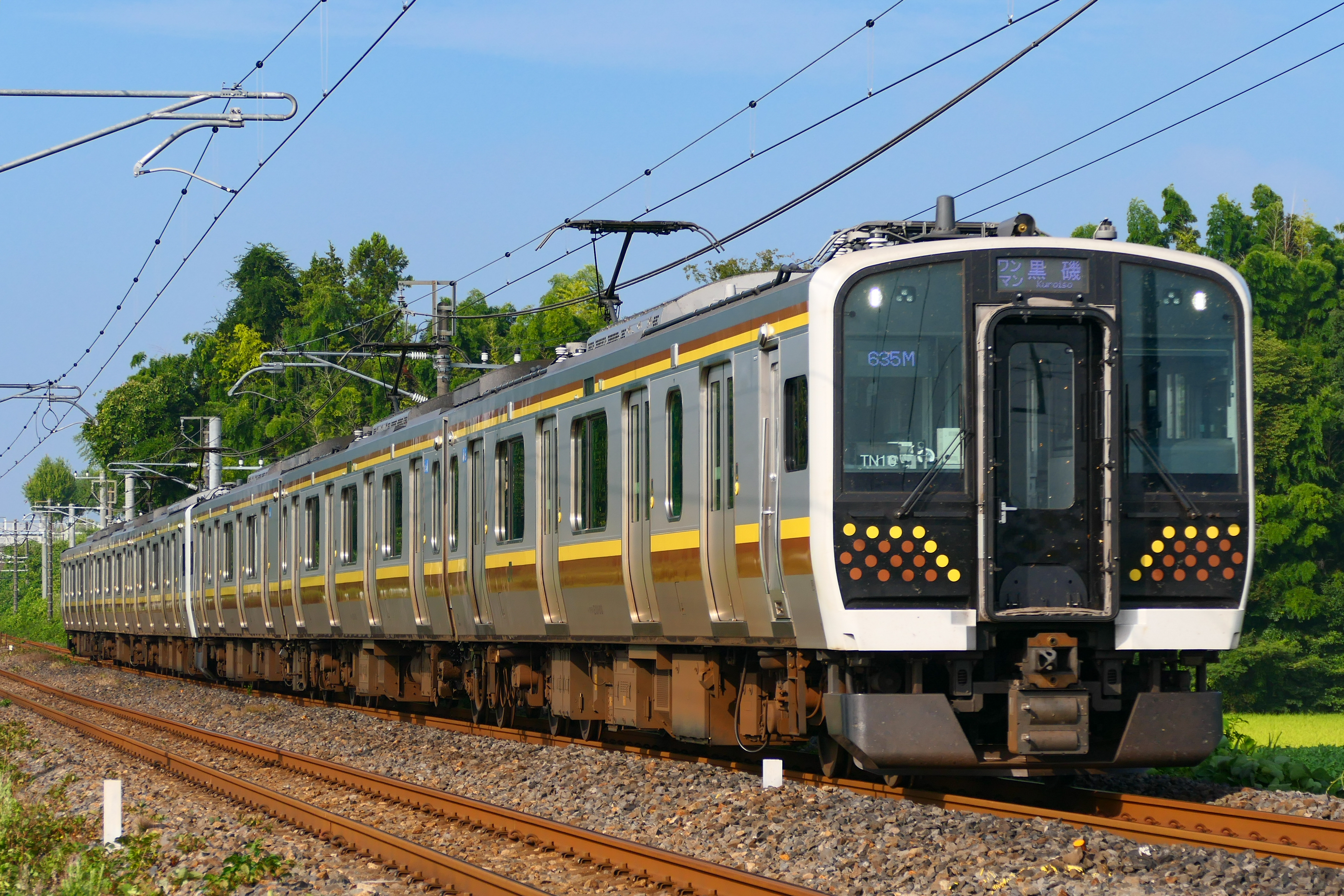
E131系600番台
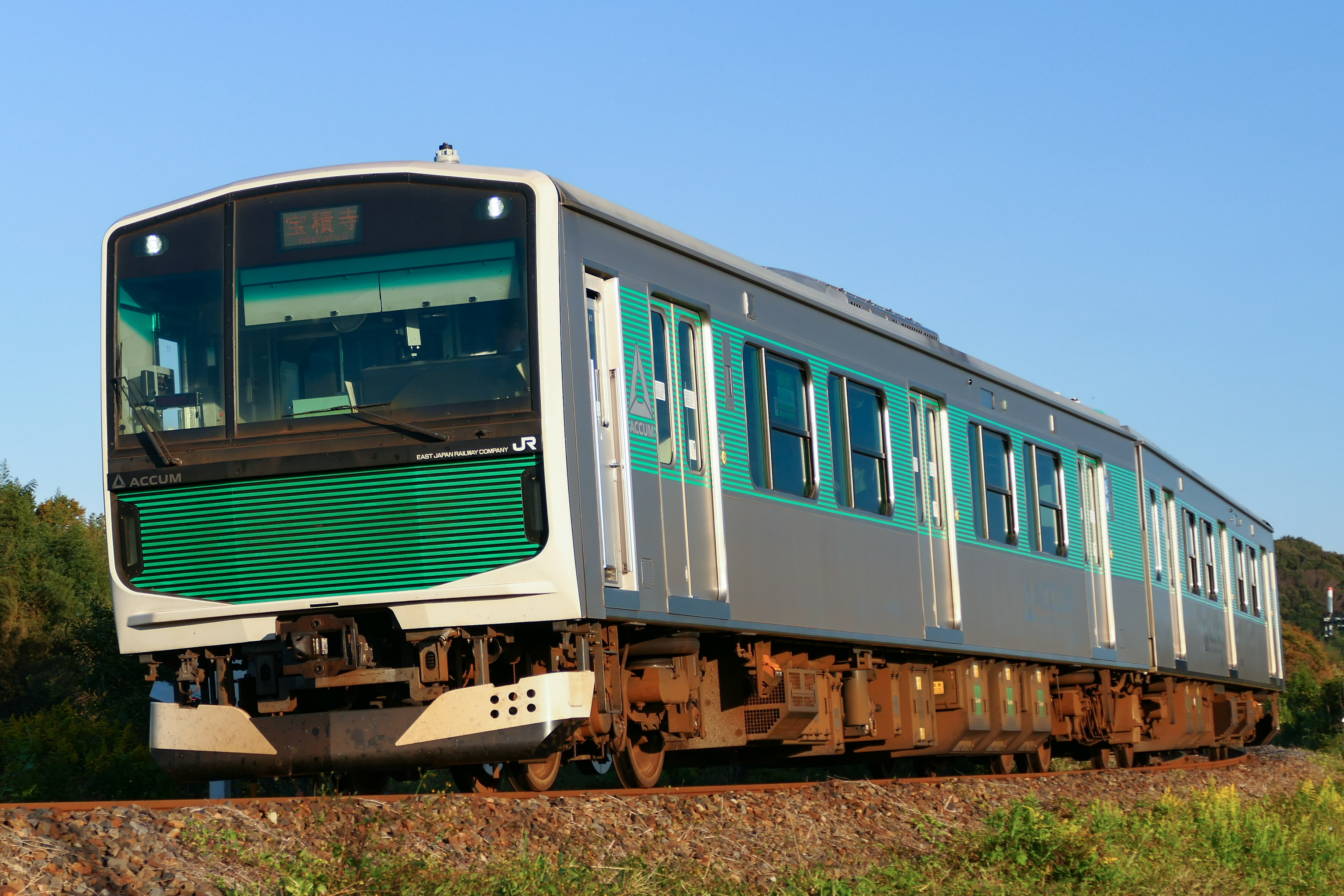
EV-E301系

### 過去の配置車両
40系
- 日光線用として3両編成2本と予備車1両の計7両が配置されていた。1976年運用終了。
- 配置車両の中に、現在青梅鉄道公園で保存されているクモハ40054が含まれていた。

211系
- 3000番台5両編成16本が配置されていた。
- E231系の新製投入により、全編成が新前橋電車区に転出した。

113系
- 1998年（平成10年）に横須賀線・総武快速線用の編成が大船電車区から転入し、宇都宮線の列車増発用として新宿・池袋・上野 - 小金井間で運用された。ただし、新車投入前の暫定投入であったため、2000年にE231系が投入開始されたことですべて運用から外れ、先頭車2両が幕張電車区へ転出したほかはすべて廃車された。
- 正面の塗り分けは2両は113系本来のものであったが、その他は115系に準じていた。

189系
- 6両編成1本が配置されていた。
- 車両の内装をリニューアルした観光・多客期向け臨時列車用の車両（愛称は「彩野」）で、快速「やすらぎの日光号」などに使用された。その後車体は485系「日光」「きぬがわ」編成の塗装に変更され、485系の検査時などに代替で運転される。
- 2006年3月18日付で大宮総合車両センターに転属した。

115系
- かつての宇都宮線・高崎線における主力車両であり、最盛期には500[6]~600両以上が配置されていた。2004年4月現在では7両編成7本（うちロングシート車4本）と4両編成10本の計89両が配置されていた[7]。
- 2004年10月改正で定期旅客運用は消滅したが、その後は日光線用の107系の予備車および訓練車として使用された。
- 2006年には、大宮 - 奥多摩間の臨時快速「むさしの奥多摩」号に使用された。
- 2007年4月時点では、300番台4両編成1本（Y427編成）が配置されていた。Y427編成は予備車および訓練車として残存し、宇都宮地区や大宮地区での訓練に使用されたほか、東京地区での訓練に使用されることもあった。2007年にE231系の付属編成1本 (U-118編成) が訓練時の予備確保目的で増備されたため使用頻度が減少して保留車となったのち、2007年11月30日に長野総合車両センターに回送され、12月1日付けで廃車された。

107系
- 0番台2両編成8本が配置されていた。
- 日光線・宇都宮線（小金井 - 宇都宮間）の普通列車で運用されていたが、2013年3月に運用離脱、6月に廃車された。
- 運用数に対して編成数が少ないため、予備車が不足した場合は、高崎車両センターの115系や107系100番台を借り入れた。

205系
- 2022年4月1日時点では600番台4両編成12本（Y1 - 12編成・48両）が配置されていた[8]。
- 2013年3月16日から日光線で運用を開始し、宇都宮線（小金井 - 黒磯間）でも2013年8月24日より運用を開始した。
- 2022年3月11日をもって営業運転を終了した。
- 2022年4月から11月にかけて4両編成11本44両が廃車され[9]、最後まで残ったY3編成の4両も2023年4月4日付で廃車された[10]。

485系
- お座敷列車「宴」、「華」と「日光」「きぬがわ」用の6両編成3本が配置されていた。
- 「日光」「きぬがわ」用の6両編成1本は、253系への置き換えにより、2012年に仙台車両センターへ転出した。
- お座敷列車「宴」、「華」は、2015年に高崎車両センターへ転出した。

クモヤ145形
- 牽引車。構内での入換作業に使用された。

E995系
- 蓄電池駆動電車システム試験用車両。
- 愛称は「NE Train スマート電池くん」。
- 2019年12月18日に長野総合車両センターへ廃車回送された。

クモエ21形
- 救援車。事故等の際の資材及び重機運搬、人員の休憩所として使用される車両。
- クモエ21001が配置されていた。1986年10月25日に廃車され、現在は小山車両センター近くにある「日酸公園」に保存されている。

キハ40形気動車
- 2017年4月1日時点では1000番台8両（1001-1005, 1007-1009）が配置されていた[11]。
- 宇都宮線（東北本線）の宇都宮 - 宝積寺間と烏山線で運用されていたが、2017年3月4日のダイヤ改正でEV-E301系に置き換えられ運用を終了[12][13]、同日付で宇都宮運転所から転入した[11]。2017年4月6日に1001,1003,1008が廃車、同日付で1009が錦川鉄道へ移籍[14]、2017年5月11日に1002,1004,1005,1007が廃車され、配置が無くなった[15]。

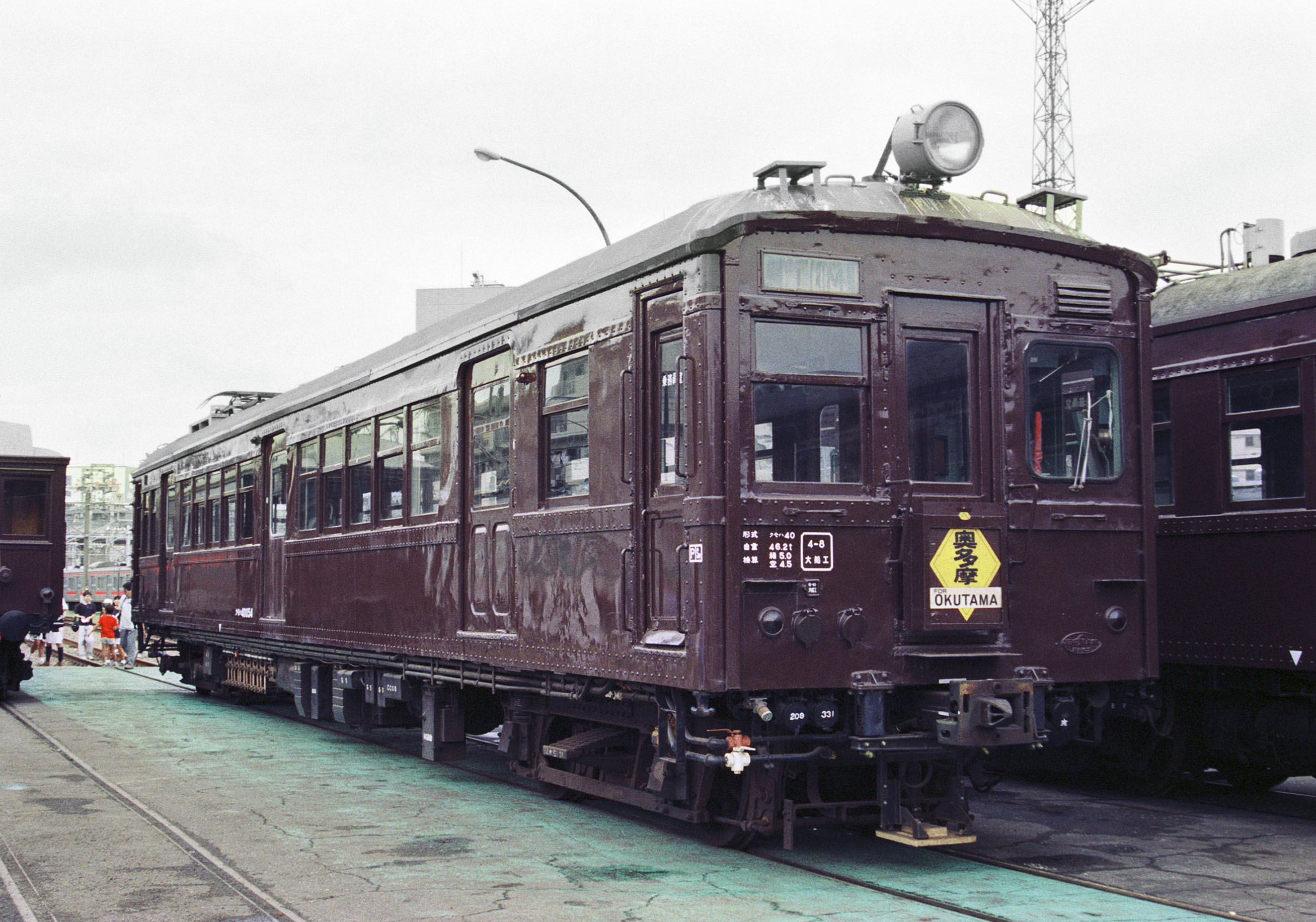
クモハ40054
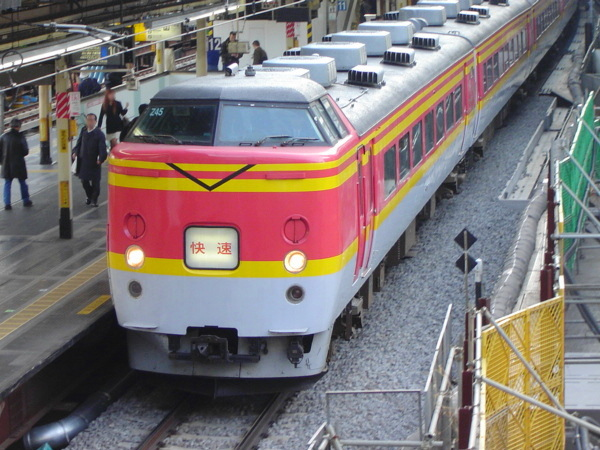
189系 彩野
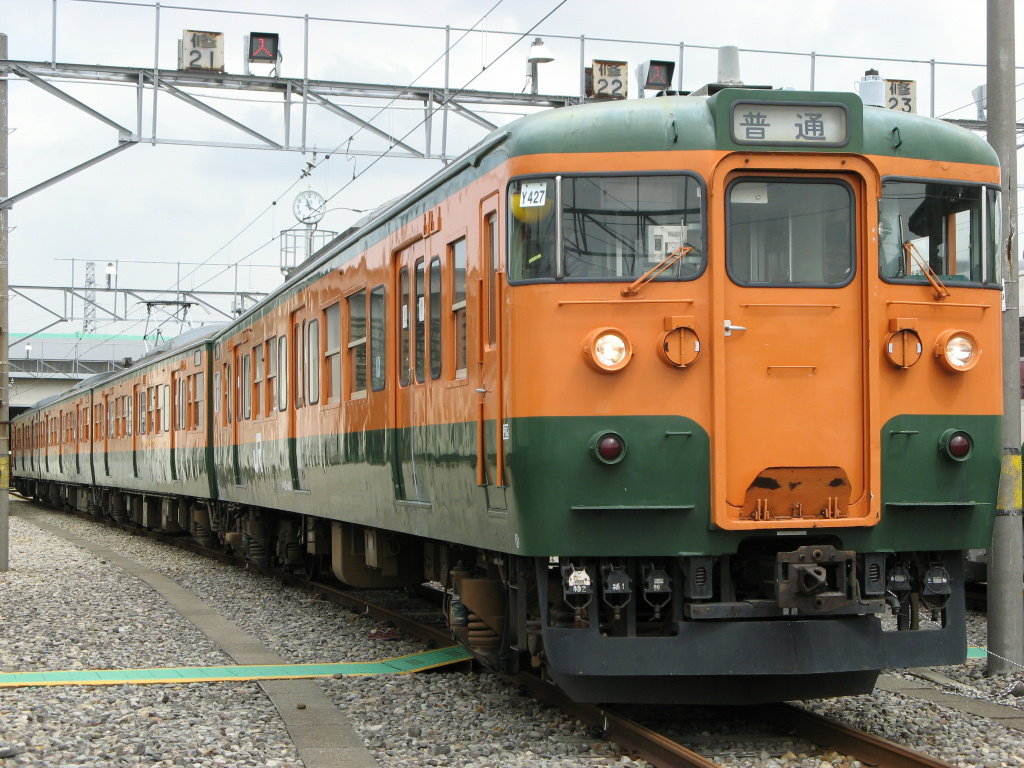
115系1000番台
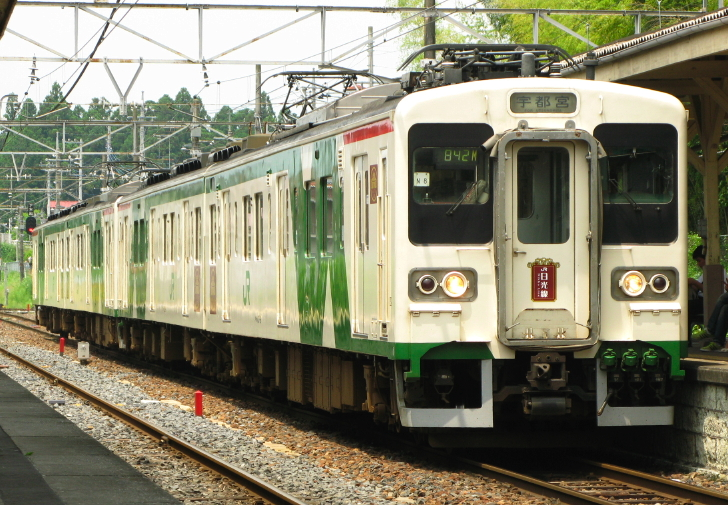
107系0番台
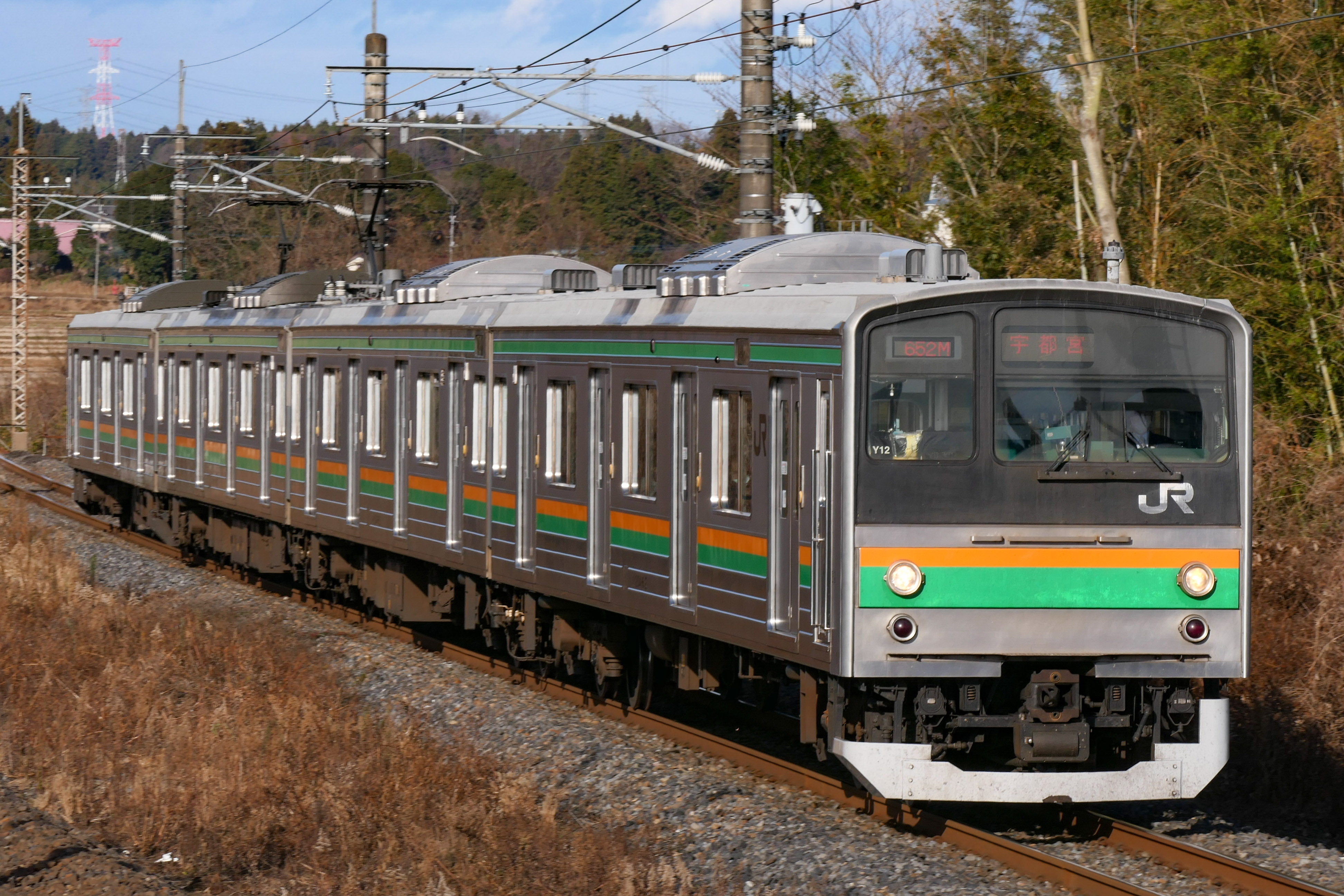
205系600番台
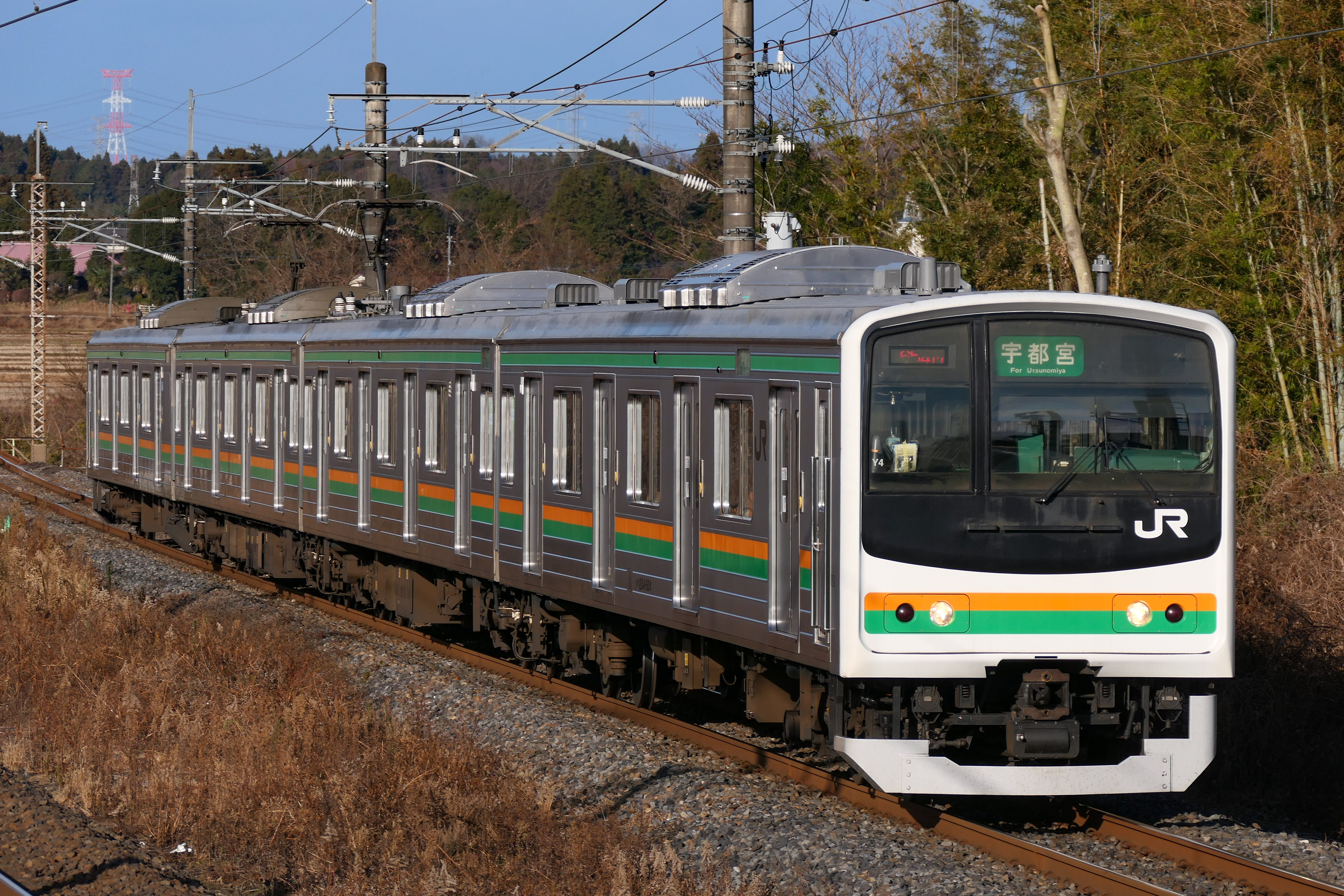
205系600番台
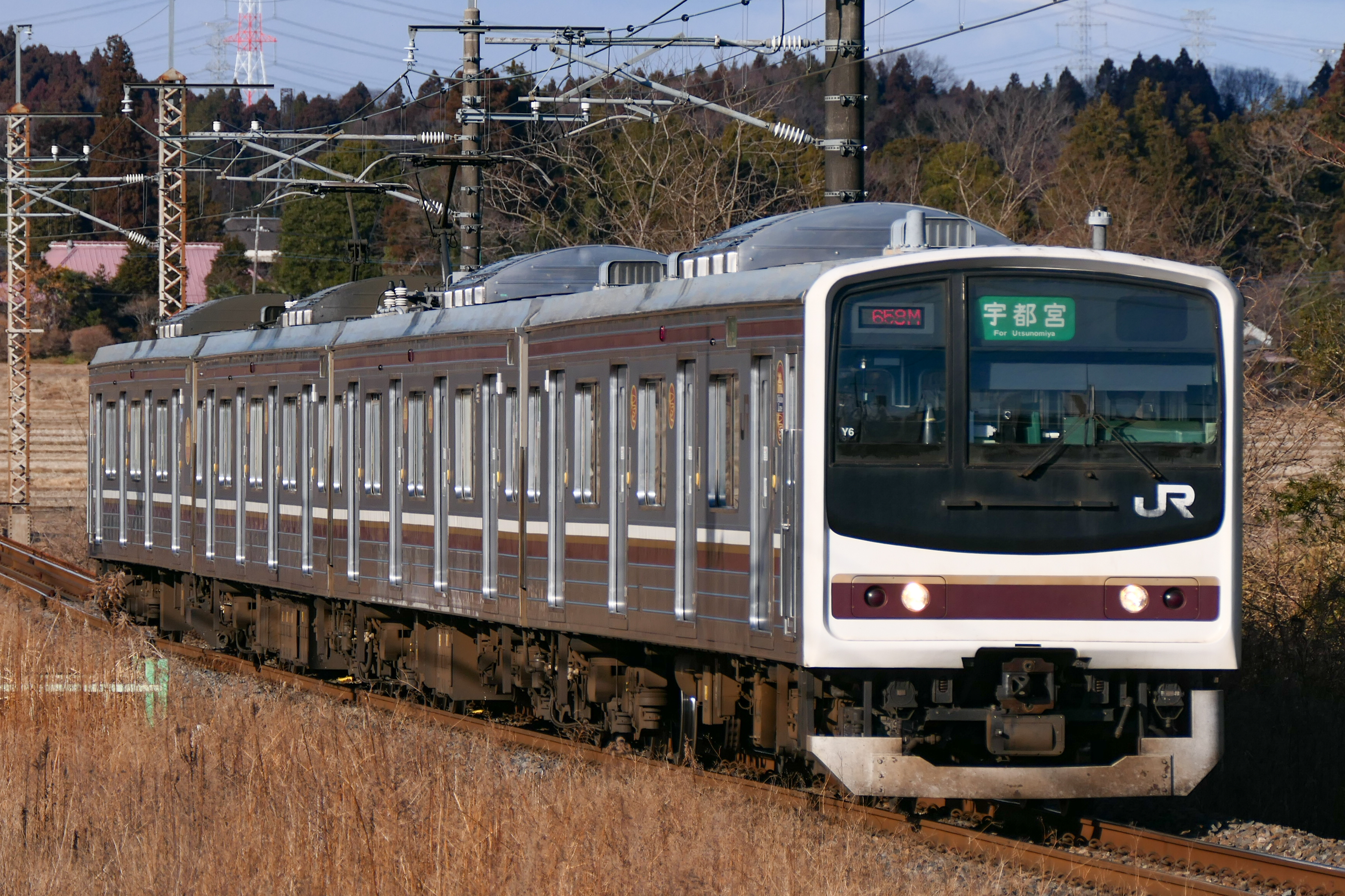
205系600番台
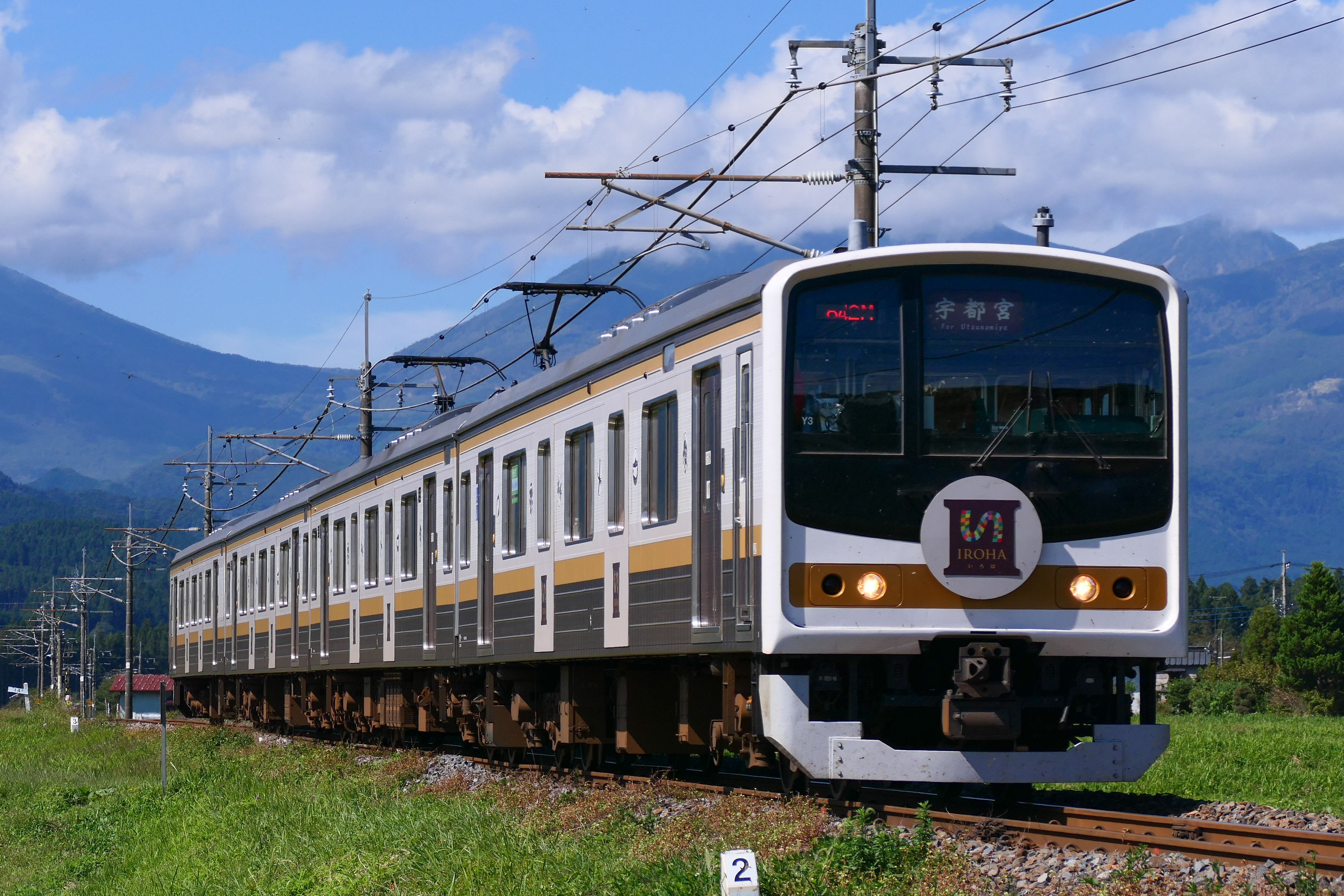
205系600番台いろは
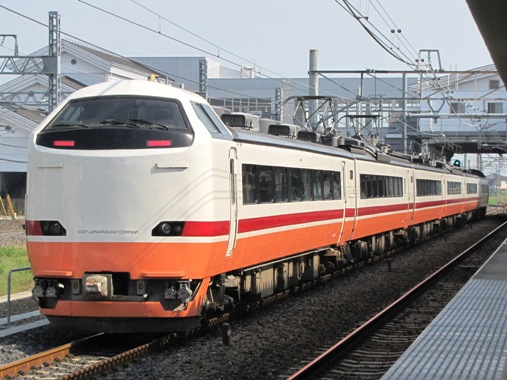
485系
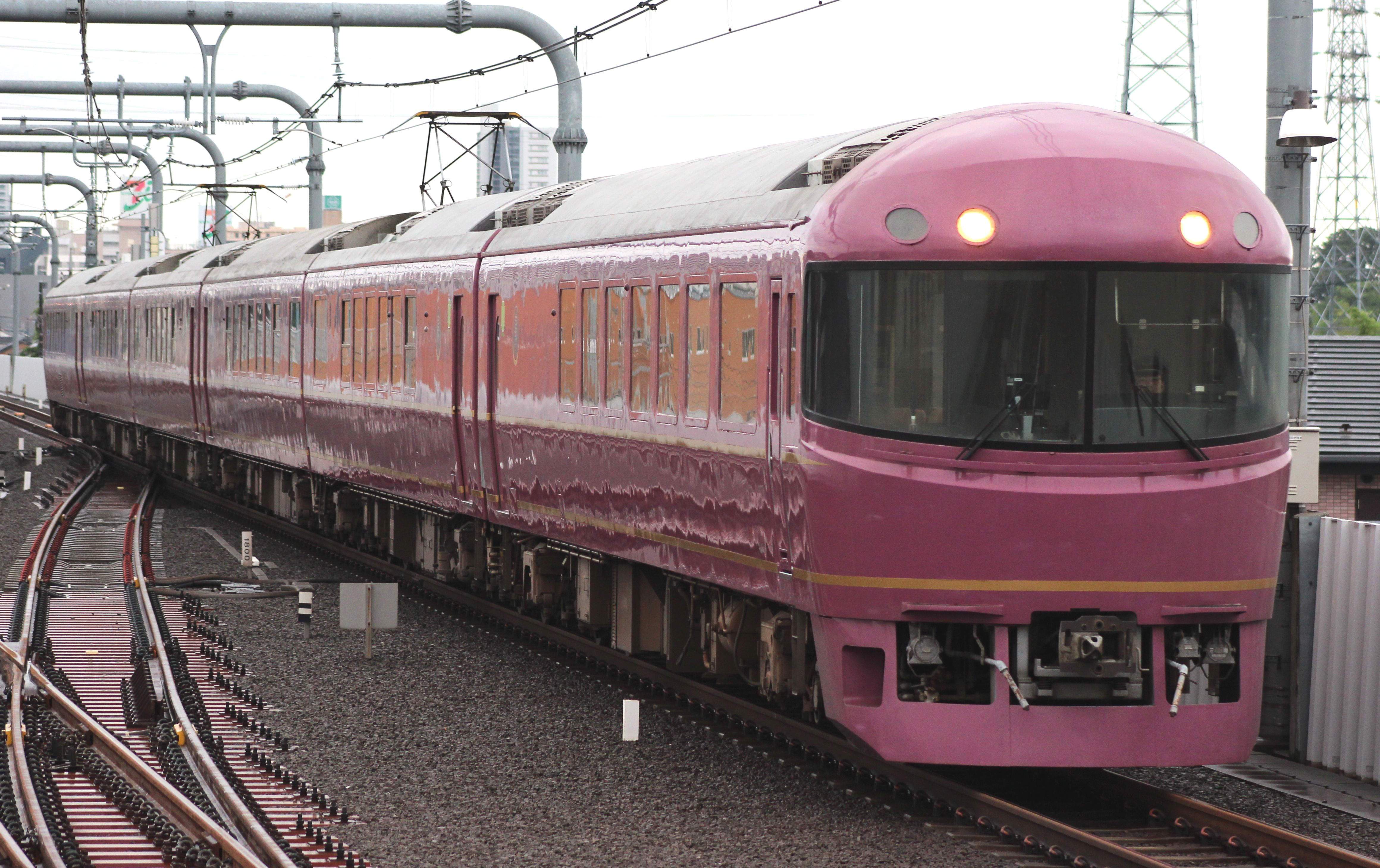
485系 宴
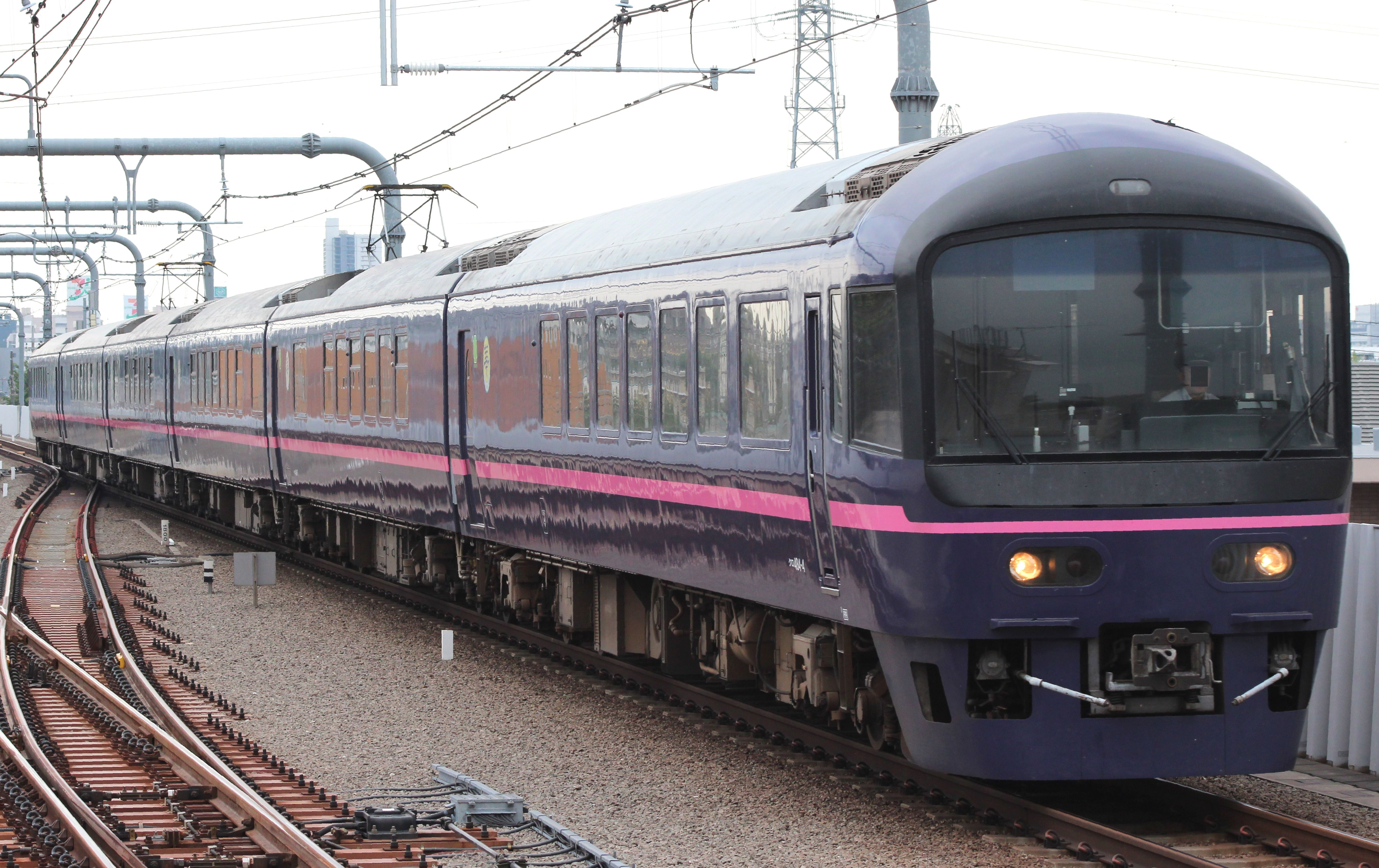
485系 華
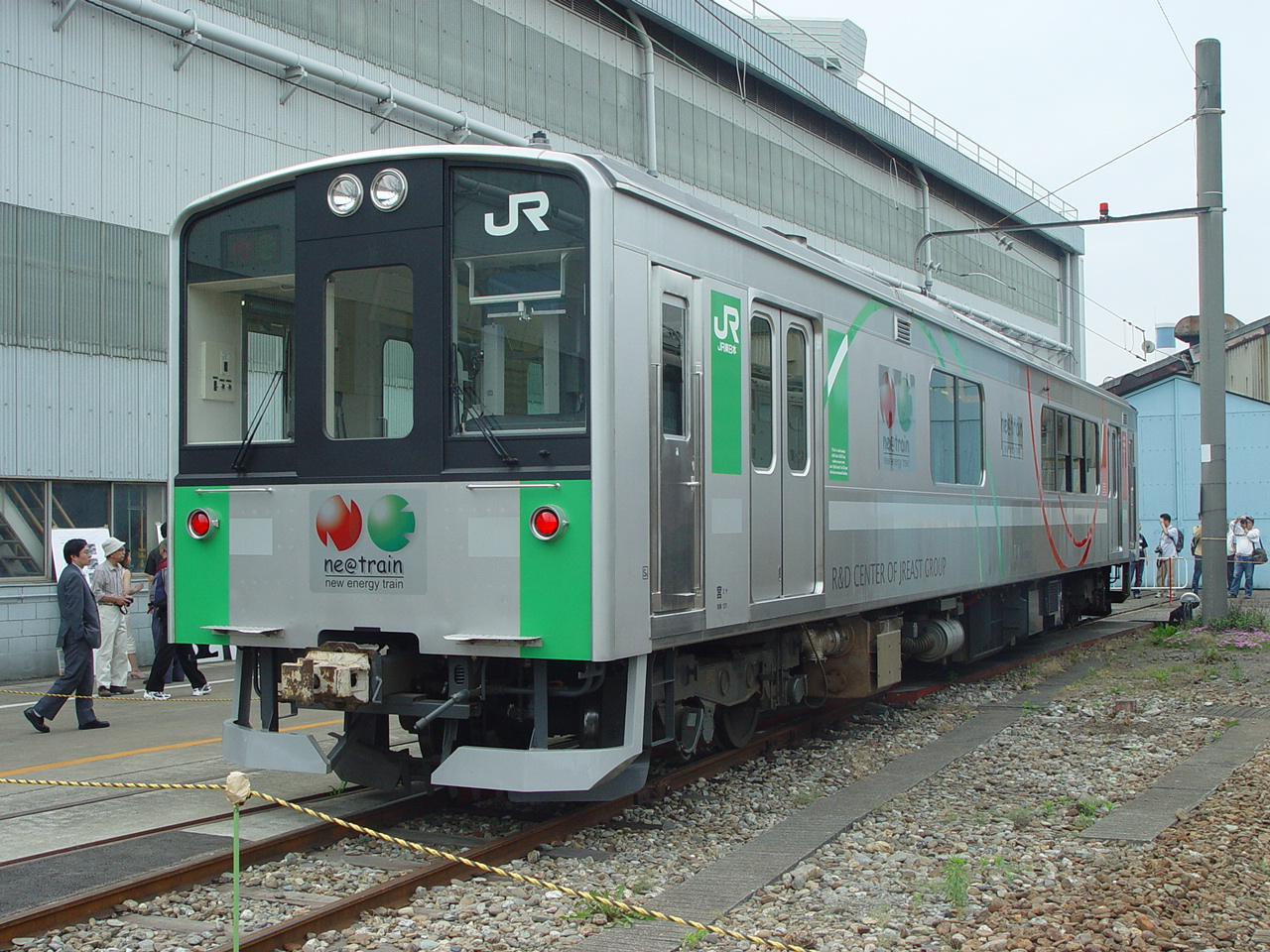
E995系
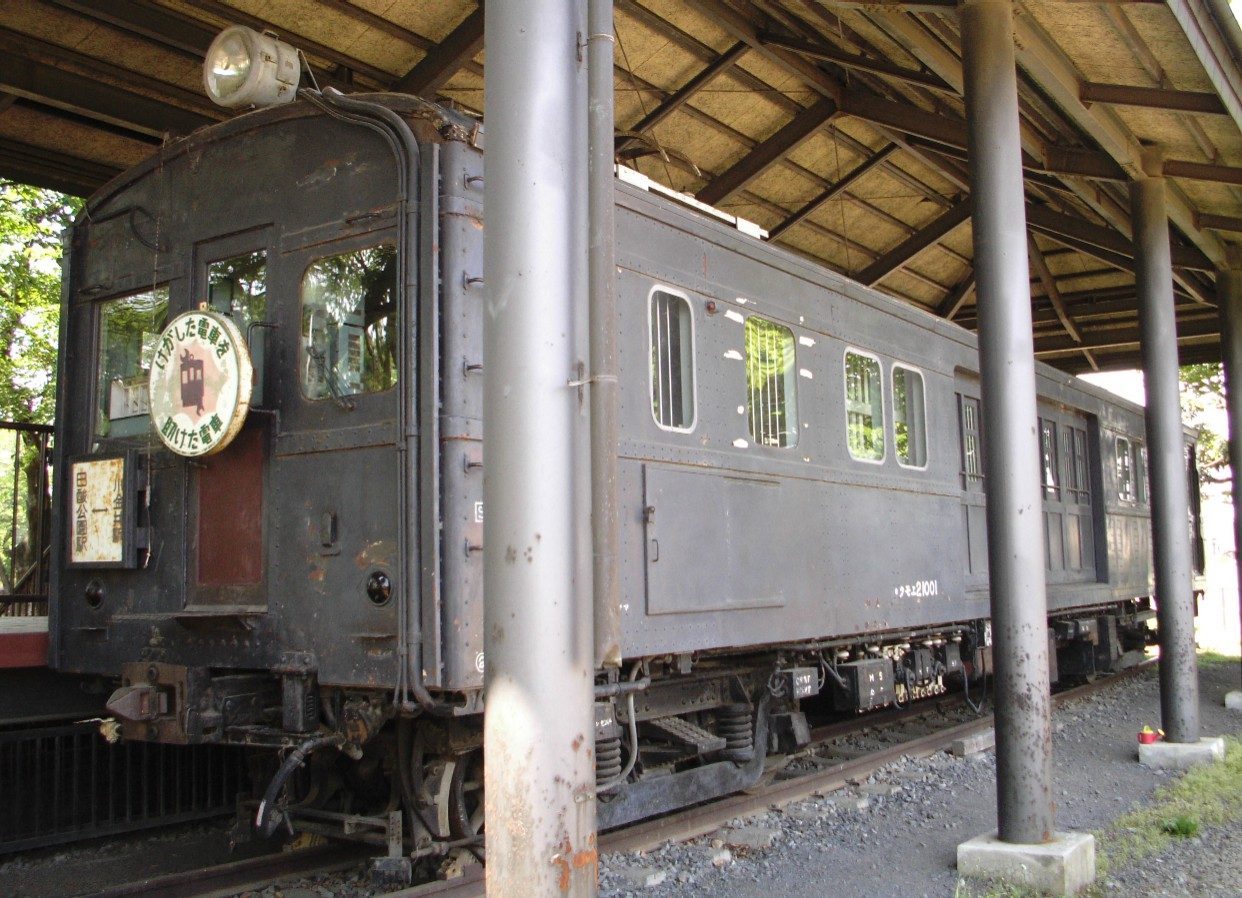
クモエ21001
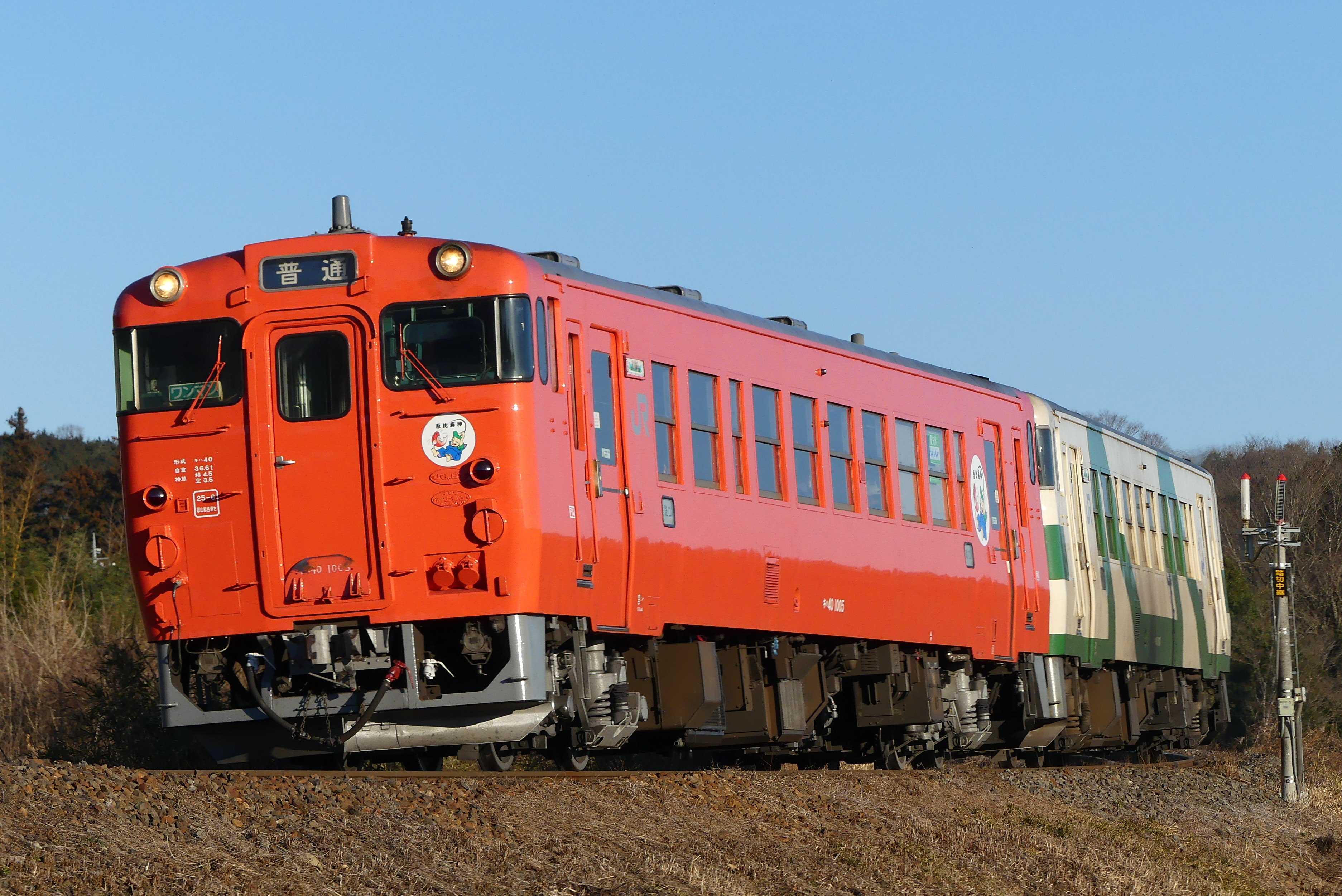
キハ40系1000番台

## その他の車両
- かつては川越車両センター配置の205系や浦和電車区に配置されていた209系も見られた。宇都宮運転所配置時代のキハ40形も、車輪の転削を行うために当センターまで回送されることがあった。
- 国府津車両センター配置のE231系・E233系のほか、宇都宮線で運行される団体列車用の電車、臨時運用の東武100系などが留置される。

## 運用範囲

### 定期運用受け持ち区間
- 上野東京ライン・宇都宮線（東北本線）：東京 - 黒磯間
- 日光線：宇都宮 - 日光間
- 烏山線：宇都宮 - 烏山間
- 高崎線・上越線・両毛線
  - 高崎線：大宮 - 高崎間
  - 上越線：高崎 - 新前橋間
  - 両毛線：新前橋 - 前橋間
- 湘南新宿ライン
  - 宇都宮線・東北貨物線（東北本線）：宇都宮 - 田端間[注 4]
  - 山手貨物線（山手線）：田端 - 大崎間
  - 品鶴線・横須賀線（東海道本線）：大崎 - 大船間[注 4]
  - 横須賀線：大船 - 逗子間
- 東海道線（東海道本線）・伊東線
  - 東海道線：東京 - 熱海 - 沼津（JR東海）間
  - 伊東線：熱海 - 伊東間

### 過去の定期運用受け持ち区間
- JR東武直通特急
  - 山手貨物線（山手線）：新宿 - 田端間
  - 東北貨物線・宇都宮線（東北本線）：田端 - 栗橋間
  - 東武日光線：栗橋 - 東武日光間
  - 東武鬼怒川線：下今市 - 鬼怒川温泉間